# Бондар, Анна
Анна Бондар (венг. Anna Bondár; род. 27 мая 1997, Сегхалом, Бекеш) — венгерская профессиональная теннисистка; победительница двух турниров WTA в парном разряде.

## Общая информация
Родилась 27 мая 1997 года в Сегхаломе, в Венгрии.

## Спортивная карьера
В 2014—2024 годах стала победительницей четырнадцати турниров ITF в одиночном разряде.
И в 2014—2024 годах стала победительницей ещё двадцати трёх турниров ITF в парном разряде.
В августе 2014 года участвовала во II-х летних юношеских Олимпийских играх, где в парном разряде вместе с соотечественницей Фанни Штоллар дошла до четвертьфинала, где они проиграли россиянкам Дарье Касаткиной и Анастасии Комардиной со счётом: 6-7, 4-6.

### 2023
В конце мая 2023 года на Открытом чемпионате Франции в парном разряде вместе с бельгийкой Грет Миннен дошла до четвертьфинала, где они проиграли американкам Кори Гауфф и Джессике Пегуле со счётом: 2-6, 6-7.
Она также участвовала в одиночном разряде этого турнира, где в первом раунде соревнований проиграла румынке Ирине-Камелии Бегу со счётом: 4-6, 2-6.
В середине октября 2023 года стала финалисткой в парном разряде вместе с бельгийской тенниской Кимберли Циммерман турнира WTA-125 в Руане (Франция), где она в финале проиграла Майе Ламсден и Жессике Понше со счётом: 3-6, 6-7(4-7).

### 2024
В январе 2024 года на Открытом чемпионате Австралии в парном разряде вместе с соотечественницей Тимеей Бабош дошла до второго круга соревнований, где они проиграли француженкам Каролин Гарсии и Кристине Младенович со счётом: 4-6, 2-6.
Она также участвовала в квалификации одиночного разряда этого турнира, где в финале квалификации проиграла 16-летней россиянке Алине Корнеевой со счётом: 3-6, 3-6.

## Итоговое место в рейтинге WTA по годам
| Год  | Одиночный рейтинг | Парный рейтинг |
| 2023 | 114               | 52             |
| 2022 | 71                | 50             |
| 2021 | 90                | 128            |
| 2020 | 273               | 178            |
| 2019 | 222               | 198            |
| 2018 | 261               | 287            |
| 2017 | 563               | 557            |
| 2016 | 405               | 511            |
| 2015 | 397               | 415            |
| 2014 | 789               | 933            |

## Выступления на турнирах

### Финалы турнировWTAв парном разряде (3)

#### Победы (2)
| Легенда:                    |
| --------------------------- |
| Турниры Большого шлема (0)* |
| Олимпиада (0)               |
| Итоговый турнир WTA (0)     |
| WTA 1000 (0)                |
| WTA 500 (0)                 |
| WTA 250 (0+2)               |

| Титулы по покрытиям | Титулы по месту проведения матчей турнира |
| ------------------- | ----------------------------------------- |
| Хард (0)*           | Зал (0)                                   |
| Грунт (0+2)         | Зал (0)                                   |
| Трава (0)           | Открытый воздух (0+2)                     |
| Ковёр (0)           | Открытый воздух (0+2)                     |

* количество побед в одиночном разряде + количество побед в парном разряде.
| №  | Год          | Турнир             | Покрытие | Партнёр             | Соперницы в финале          | Счёт    |
| 1. | 24 июля 2022 | Палермо, Италия    | Грунт    | Кимберли Циммерманн | Амина Аншба Панна Удварди   | 6-3 6-2 |
| 2. | 30 июля 2023 | Лозанна, Швейцария | Грунт    | Диана Парри         | Амина Аншба Анастасия Децюк | 6-2 6-1 |

#### Поражения (1)
| №  | Год           | Турнир           | Покрытие | Партнёр         | Соперницы в финале              | Счёт              |
| 1. | 7 апреля 2024 | Богота, Колумбия | Грунт    | Ирина Хромачёва | Кристина Букша Камилла Рахимова | 6-7(5) 6-3 [8-10] |